# Fredericella indica
Fredericella indica is een mosdiertjessoort uit de familie van de Fredericellidae. De wetenschappelijke naam van de soort werd in 1909 voor het eerst geldig gepubliceerd door Annandale.

## Verspreiding
Fredericella indica is een zoetwater mosdiertjessoort die voor het eerst werd beschreven in India, het veronderstelde inheemse verspreidingsgebied. Deze soort komt wijdverbreid voor in Noord-Amerika, Europa en Azië. In het oosten van Noord-Amerika is het bekend van Nova Scotia en Ontario in het zuiden tot Louisiana. Het is ook gevonden in het westen van Noord-Amerika, maar is hier meer verspreid en zeldzaam. Het is gevonden in meren en rivieren in Montana, Idaho, British Columbia, Washington en Oregon en wordt geïntroduceerd in de monding van de Columbia River. Het hecht aan rotsen, hout, waterplanten, sponzen, zoetwatermosselen en andere mosdiertjes.